# Lycoris (plantă)
Lycoris este un gen originar din plante din familia Amaryllidaceae, originar din China și Japonia, 8 specii  , bulboase. 

## Caractere morfologice
- Frunzele pornesc de la bază, lungi  și înguste [1].

- Florile sunt roșii, galbene, roz, dispuse în ciorchine. Staminele sunt lungi, filamentoase [1].
- Tulpina este înaltă de circa 55 centimetri [1].

## Legende
În Japonia și China, planta este menționată în legende despre moarte și reincarnare.

## Principalele specii
- Lycoris anhuiensis
- Lycoris aurea
- Lycoris caldwellii
- Lycoris chinensis
- Lycoris guangxiensis
- Lycoris incarnata
- Lycoris longituba
- Lycoris radiata
- Lycoris sanguinea
- Lycoris shaanxiensis
- Lycoris sprengeri
- Lycoris squamigera
- Lycoris straminea

## Înmulțire
Înmulțirea se face prin bulbi și însămânțare.

## Utilizare
Ca plante ornamentale, se folosesc pentru decorarea interioarelor (la ghivece).

## Galerie imagini

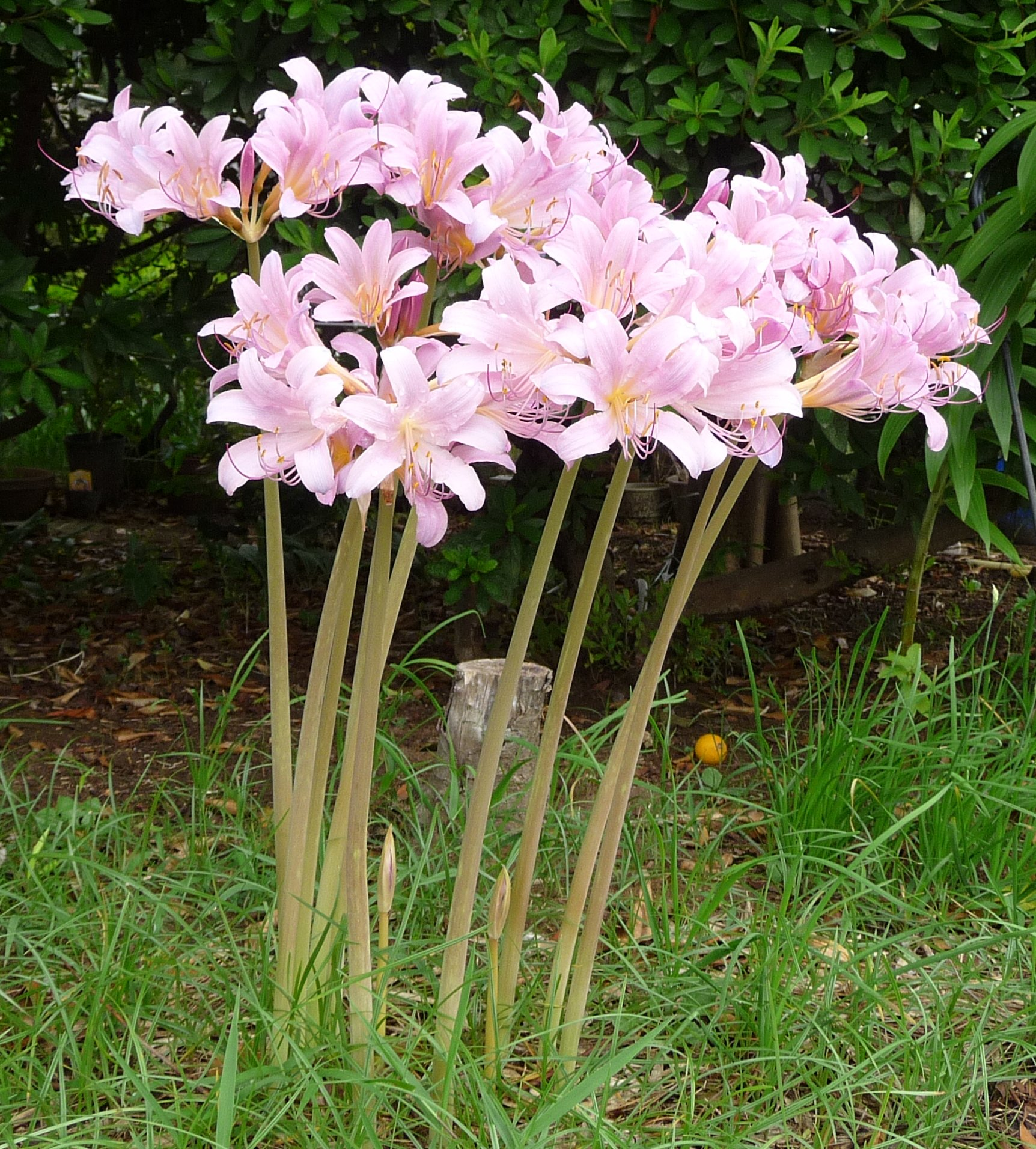
Lycoris squamigera
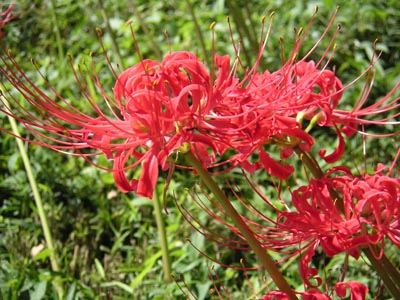
Lycoris radiata
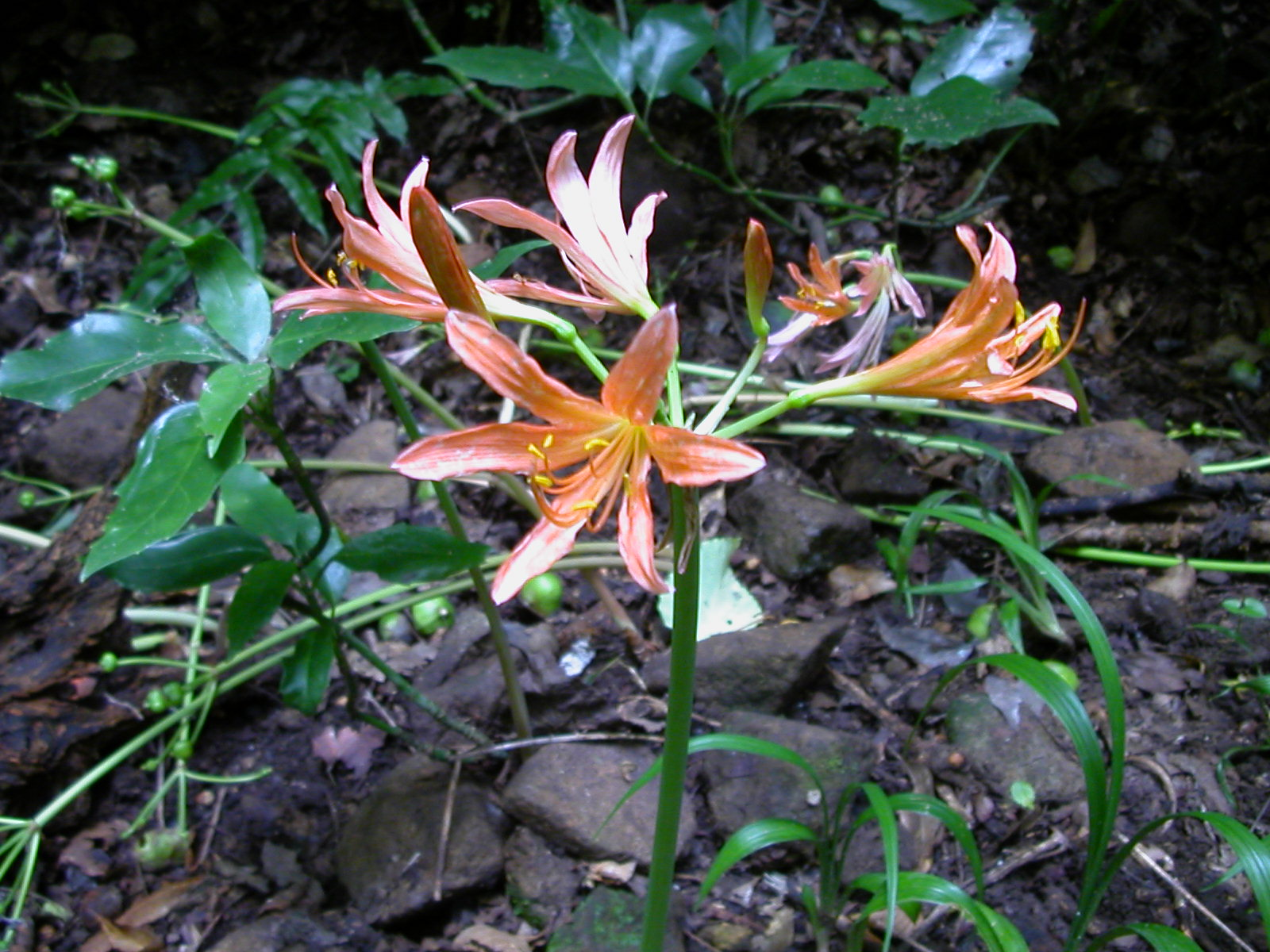
Lycoris sanguinea
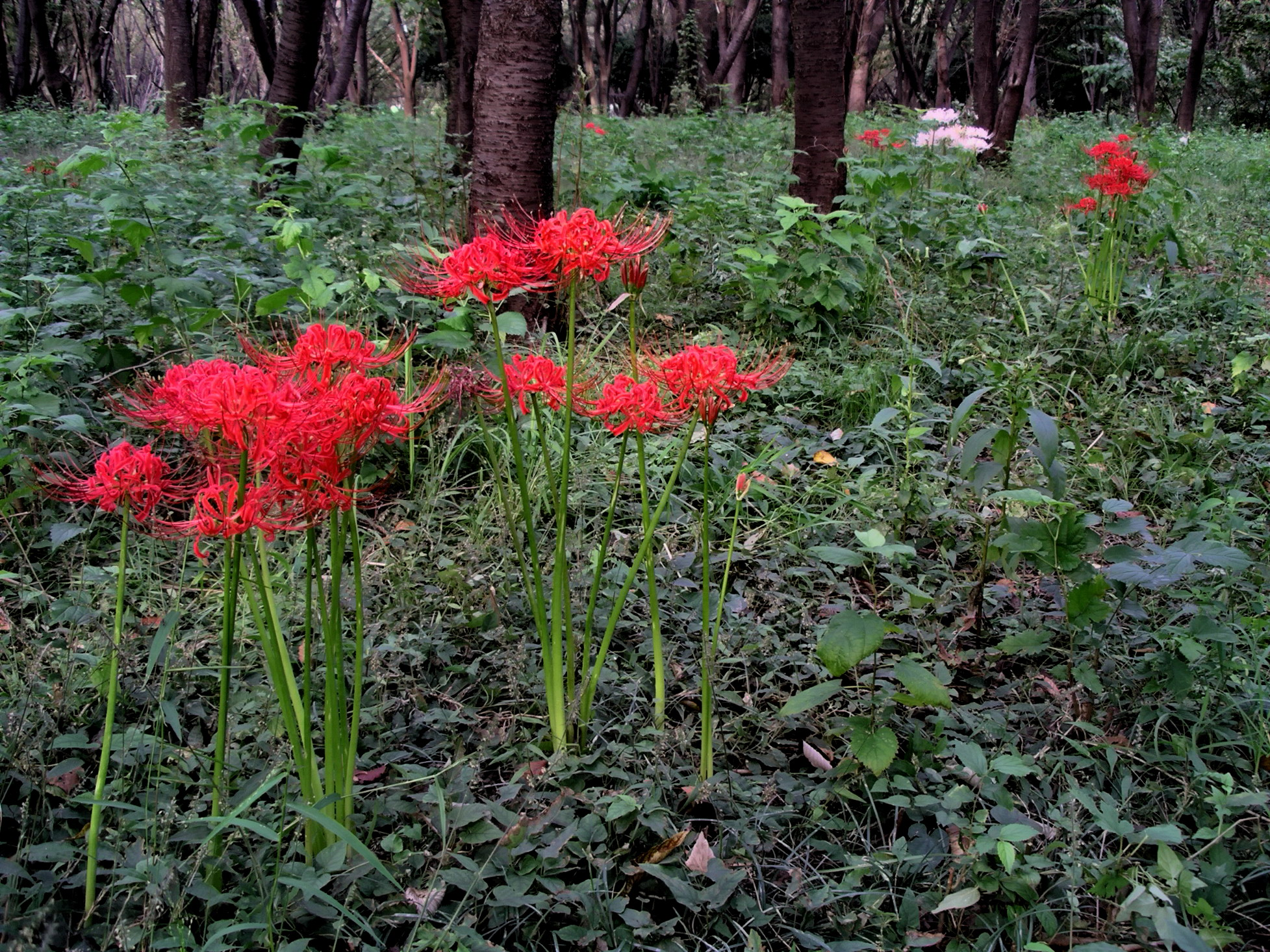
Lycoris radiata
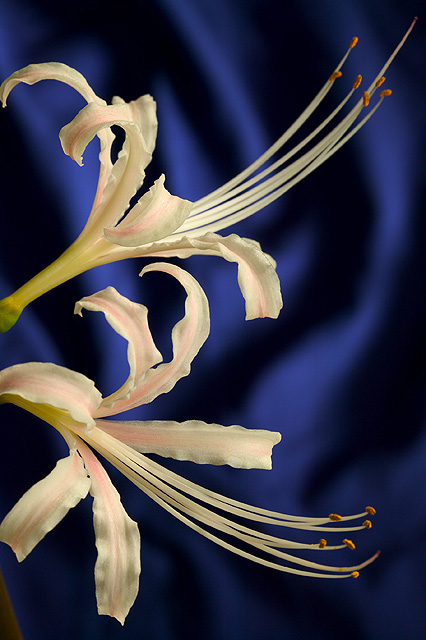
Lycoris houdyshellii